# Illis quorum
llis quorum  (Illis quorum meruere labores) (Italiano: "Per coloro le cui fatiche l'hanno meritato"), è una medaglia d'oro assegnata per contributi eccezionali alla cultura, alla scienza o alla società svedese.
Il premio fu introdotto nel 1784 dal re Gustavo III di Svezia e fu assegnato per la prima volta nel 1785. Prima del 1975, la medaglia veniva assegnata dal re di Svezia. Illis quorum è ora assegnato dal governo svedese ed è attualmente il più alto riconoscimento che può essere conferito a un singolo cittadino svedese dal governo. Viene assegnato, in media, a sette persone all'anno.

## Insigniti per anno
- 1848 – Rafael Ginard i Sabater
- 1873 – Sophia Wilkens
- 1883 – Lea Ahlborn
- 1890 – Karin Åhlin
- 1895 – Sophie Adlersparre, Emmy Rappe
- 1896 – Hilda Caselli
- 1899 – Ellen Bergman
- 1904 – Anna Sandström
- 1907 – Gertrud Adelborg, Anna Hierta-Retzius
- 1910 – Agda Montelius
- 1913 – Anna Rönström
- 1918 – Kerstin Hesselgren, Emilie Rathou
- 1920 – Elsa Brändström
- 1921 – Frigga Carlberg
- 1923 – Matilda Widegren
- 1924 – Magna Sunnerdahl
- 1925 – Ann-Margret Holmgren
- 1927 – Selma Lagerlöf, Aurore Grandien
- 1932 – Valfrid Palmgren
- 1936 – Hanna Rydh
- 1942 – Eva Ramstedt
- 1945 – Anna Johansson-Visborg, Olivia Nordgren
- 1946 – Naima Sahlbom
- 1952 – Raoul Wallenberg
- 1978 – Astrid Lindgren
- 1981 – Birgit Nilsson
- 1983 - Bengt Idestam-Almquist
- 1985 – Astrid Lindgren, Sune Bergström
- 1993 – Lars Lönndahl
- 1994 – Putte Wickman
- 1998 – Thage G. Peterson
- 1999 – Arne Isacsson
- 2002 – Per Anger, Dina Schneidermann
- 2003 – Birgitta Dahl
- 2005 – Lennart Johansson, Janne Schaffer
- 2006 – Peter Dahl
- 2010 – Hans Rosling
- 2012 – Gunilla Bergström
- 2014 – Martin Widmark
- 2023 – Lena Anderson
- 2023 – Christofer Murray
- 2023 – Carola Häggkvist